# 6lack

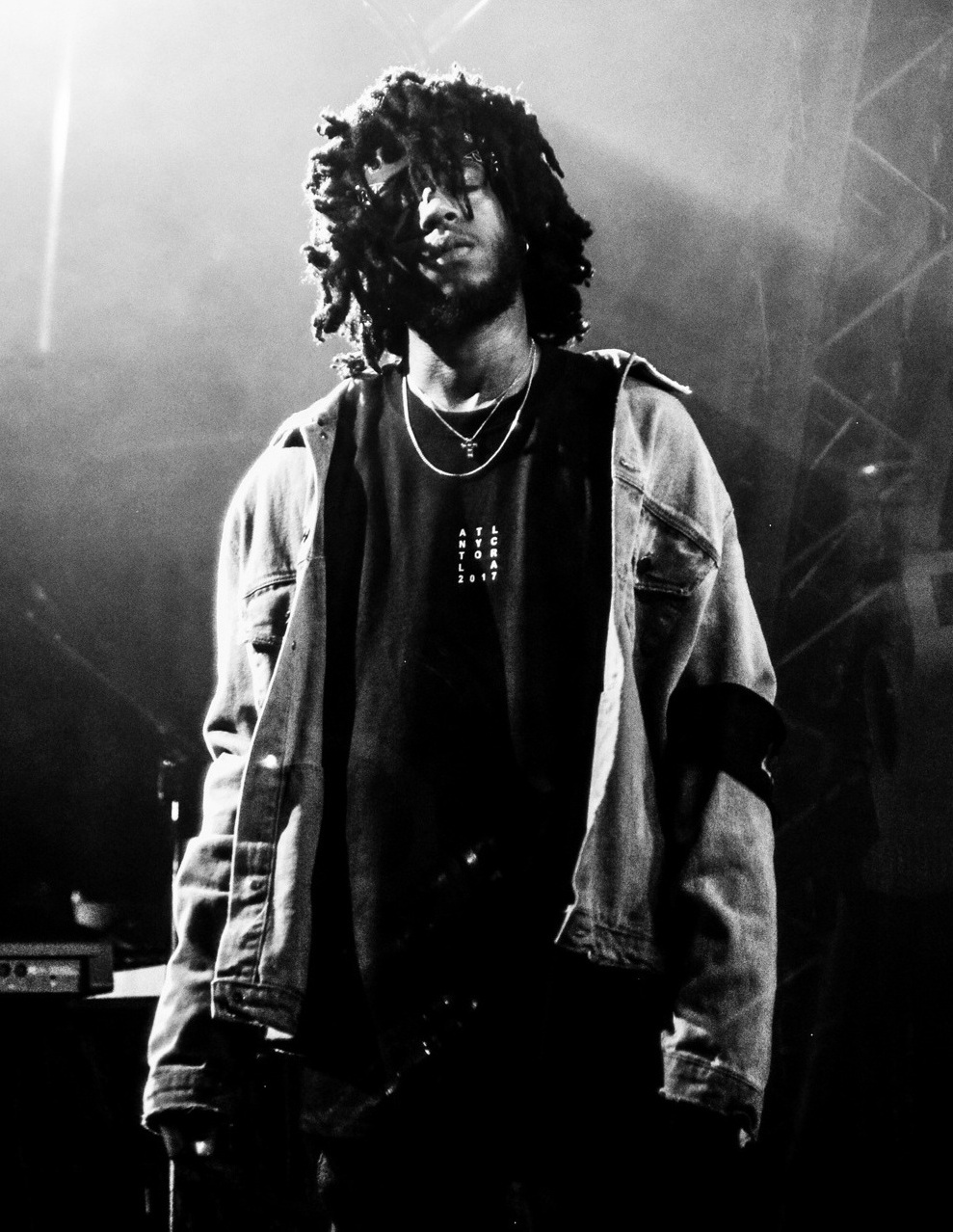
6lack (2017)

Ricardo Valdez Valentine (* 24. Juni 1992 in Baltimore, Maryland), auch bekannt unter seinem Pseudonym 6lack (auch 6LACK; ausgesprochen als Black), ist ein US-amerikanischer Rapper, Sänger und Songwriter aus Atlanta. Seinen Durchbruch schaffte er mit seinem Song Prblms, welcher im Juni 2016 erschien. Im November selben Jahres wurde er von der Rolling Stone als einer von zehn zu den besten Newcomern gewählt. Er steht derzeit bei Love Renaissance und Interscope Records unter Vertrag.

## Leben
Ricardo Valdez Valentine ist am 24. Juni 1992 in Baltimore im US-Bundesstaat Maryland geboren. 1997 ist er mit seinen Eltern nach Atlanta umgezogen.
Im Juli 2011 unterschrieb 6lack einen Vertrag bei einem unabhängigen Musiklabel, was er jedoch nicht näher erläuterte. Anschließend verließ er die Valdosta State University um sich voll und ganz der Musik zu widmen. In den nächsten drei Jahren veröffentlichte er seine Musik auf SoundCloud und erlangte so erste Aufmerksamkeit. Später verließ er sein Label aufgrund von Unstimmigkeiten und unterschrieb bei LoveRenaissance und Interscope Records.
Am 18. November 2016 erschien sein Debütalbum Free 6lack, welches Platz 34 der US-Albumcharts erreichte.

## Diskografie

### Alben
| Jahr | Titel                    | Höchstplatzierung, Gesamtwochen, AuszeichnungChartplatzierungen (Jahr, Titel, Platzierungen, Wochen, Auszeichnungen, Anmerkungen) | Höchstplatzierung, Gesamtwochen, AuszeichnungChartplatzierungen (Jahr, Titel, Platzierungen, Wochen, Auszeichnungen, Anmerkungen) | Höchstplatzierung, Gesamtwochen, AuszeichnungChartplatzierungen (Jahr, Titel, Platzierungen, Wochen, Auszeichnungen, Anmerkungen) | Höchstplatzierung, Gesamtwochen, AuszeichnungChartplatzierungen (Jahr, Titel, Platzierungen, Wochen, Auszeichnungen, Anmerkungen) | Höchstplatzierung, Gesamtwochen, AuszeichnungChartplatzierungen (Jahr, Titel, Platzierungen, Wochen, Auszeichnungen, Anmerkungen) | Anmerkungen                              |
| Jahr | Titel                    | DE | AT | CH | UK | US | Anmerkungen                              |
| ---- | ------------------------ | --- | --- | --- | --- | --- | ---------------------------------------- |
| 2016 | Free 6lack               | — | — | — | UK— SilberUK | US34 Platin · (72 Wo.)US | Erstveröffentlichung: 18. November 2016  |
| 2018 | East Atlanta Love Letter | DE44 (1 Wo.)DE | AT30 (1 Wo.)AT | CH19 (2 Wo.)CH | UK19 Silber · (5 Wo.)UK | US3 Gold · (30 Wo.)US | Erstveröffentlichung: 14. September 2018 |
| 2020 | 6pc Hot EP               | — | — | — | — | US15 (2 Wo.)US | Erstveröffentlichung: 26. Juni 2020 EP   |
| 2023 | Since I Have a Lover     | — | — | CH48 (1 Wo.)CH | — | US24 (1 Wo.)US | Erstveröffentlichung: 24. März 2023      |

### Singles
| Jahr | Titel Album                                  | Höchstplatzierung, Gesamtwochen, AuszeichnungChartplatzierungen (Jahr, Titel, Album, Platzierungen, Wochen, Auszeichnungen, Anmerkungen) | Höchstplatzierung, Gesamtwochen, AuszeichnungChartplatzierungen (Jahr, Titel, Album, Platzierungen, Wochen, Auszeichnungen, Anmerkungen) | Höchstplatzierung, Gesamtwochen, AuszeichnungChartplatzierungen (Jahr, Titel, Album, Platzierungen, Wochen, Auszeichnungen, Anmerkungen) | Höchstplatzierung, Gesamtwochen, AuszeichnungChartplatzierungen (Jahr, Titel, Album, Platzierungen, Wochen, Auszeichnungen, Anmerkungen) | Höchstplatzierung, Gesamtwochen, AuszeichnungChartplatzierungen (Jahr, Titel, Album, Platzierungen, Wochen, Auszeichnungen, Anmerkungen) | Anmerkungen                                                      |
| Jahr | Titel Album                                  | DE | AT | CH | UK | US | Anmerkungen                                                      |
| --- | -------------------------------------------- | --- | --- | --- | --- | --- | ---------------------------------------------------------------- |
| 2017 | Prblms Free 6lack                            | — | — | — | UK— SilberUK | US72 ×4Vierfachplatin · (8 Wo.)US | Erstveröffentlichung: 14. April 2016                             |
| 2020 | Stay Down The Voice                          | — | — | — | — | US73 Platin · (4 Wo.)US | Erstveröffentlichung: 30. Oktober 2020 mit Lil Durk & Young Thug |
| Folgende Lieder erschienen nicht als Single, wurden aber durch das Album zum Download und Streaming bereitgestellt und konnten somit eine Platzierung erlangen: |                                              | | | | | |                                                                  |
| |                                              | | | | | |                                                                  |
| 2018 | Pretty Little Fears East Atlanta Love Letter | — | — | — | UK86 Silber · (1 Wo.)UK | US76 ×2Doppelplatin · (1 Wo.)US | feat. J. Cole                                                    |
| 2020 | Know My Rights 6pc Hot EP                    | — | — | — | — | US75 (1 Wo.)US | feat. Lil Baby                                                   |
| 2021 | Let Go My Hand The Off-Season                | — | — | — | — | US19 Gold · (2 Wo.)US | mit J. Cole & Bas                                                |

Weitere Singles
- 2016: Ex Calling (US: ×2Doppelplatin )
- 2016: Bless Me
- 2016: Loyal
- 2017: First Fuck (mit Jhené Aiko, US: Gold)
- 2017: That Far
- 2017: Grab the Wheel (mit Timbaland)
- 2017: Free (US: Platin)
- 2018: Cutting Ties (US: Gold)
- 2018: Switch (US: Gold)
- 2018: Nonchalant (US: Gold)
- 2019: Mushroom Chocolate (mit QUIN)
- 2019: It’s Not U It’s Me (mit Bea Miller)

### Gastbeiträge
| Jahr | Titel Album                     | Höchstplatzierung, Gesamtwochen, AuszeichnungChartplatzierungen (Jahr, Titel, Album, Platzierungen, Wochen, Auszeichnungen, Anmerkungen) | Höchstplatzierung, Gesamtwochen, AuszeichnungChartplatzierungen (Jahr, Titel, Album, Platzierungen, Wochen, Auszeichnungen, Anmerkungen) | Höchstplatzierung, Gesamtwochen, AuszeichnungChartplatzierungen (Jahr, Titel, Album, Platzierungen, Wochen, Auszeichnungen, Anmerkungen) | Höchstplatzierung, Gesamtwochen, AuszeichnungChartplatzierungen (Jahr, Titel, Album, Platzierungen, Wochen, Auszeichnungen, Anmerkungen) | Höchstplatzierung, Gesamtwochen, AuszeichnungChartplatzierungen (Jahr, Titel, Album, Platzierungen, Wochen, Auszeichnungen, Anmerkungen) | Anmerkungen                                                             |
| Jahr | Titel Album                     | DE | AT | CH | UK | US | Anmerkungen                                                             |
| ---- | ------------------------------- | --- | --- | --- | --- | --- | ----------------------------------------------------------------------- |
| 2018 | OTW Suncity (Vinyl Edition)     | — | — | — | UK60 Gold · (9 Wo.)UK | US57 ×2Doppelplatin · (18 Wo.)US | Erstveröffentlichung: 20. April 2018 Khalid feat. 6lack & Ty Dolla Sign |
| 2019 | Only Want You Phoenix           | — | — | — | UK60 (11 Wo.)UK | — | Erstveröffentlichung: 28. Februar 2019 Rita Ora feat. 6lack             |
| 2021 | Calling My Phone Destined 2 Win | DE32 (6 Wo.)DE | AT19 (6 Wo.)AT | CH10 (11 Wo.)CH | UK2 Platin · (17 Wo.)UK | US3 ×5Fünffachplatin · (22 Wo.)US | Erstveröffentlichung: 21. Februar 2021 Lil Tjay feat. 6lack             |

Weitere Gastbeiträge
- 2017: Spar (Dreezy feat. 6lack & Kodak Black)
- 2018: If You Ever (Nao feat. 6lack)
- 2018: Waves (Normani feat. 6lack)
- 2019: Imported (Jessie Reyez feat. 6lack, US: ×2Doppelplatin )
- 2019: Sweet Insomnia (Gallant feat. 6lack)
- 2020: The Pink Phantom (Gorillaz feat. Elton John & 6lack)

## Auszeichnungen für Musikverkäufe
| Goldene Schallplatte - Australien - 2020: für die Single Switch - 2020: für die Single That Far - 2023: für die Single Imported - Brasilien - 2019: für die Single Only Want You - 2021: für die Single OTW - 2023: für die Single Prblms - 2023: für das Lied Pretty Little Fears - 2024: für die Single Waves - 2024: für die Single It’s Not U It’s Me - Dänemark - 2021: für die Single Calling My Phone - 2022: für die Single Only Want You - 2023: für das Album Free 6lack - 2024: für das Album East Atlanta Love Letter - Frankreich - 2022: für die Single Calling My Phone - Italien - 2023: für die Single Calling My Phone - Kanada - 2020: für das Lied Luving U - 2020: für das Lied Never Know - 2020: für das Lied Seasons - 2020: für die Single Free - Neuseeland - 2019: für die Single Ex Calling - 2020: für das Album East Atlanta Love Letter - 2020: für das Album Free 6lack - 2021: für die Single Calling My Phone - Polen - 2021: für die Single Only Want You - Schweden - 2018: für die Single OTW - 2021: für die Single Calling My Phone - Spanien - 2025: für die Single Calling My Phone - Vereinigte Staaten - 2020: für das Lied East Atlanta Love Letter - 2020: für das Lied Luving U - 2020: für das Lied Seasons - 2021: für das Lied Never Know - 2023: für das Lied Like It - 2023: für das Lied One Way - 2024: für das Lied RPG | Platin-Schallplatte - Australien - 2021: für die Single Calling My Phone - Dänemark - 2023: für die Single OTW - Kanada - 2020: für die Single Imported - 2023: für das Album East Atlanta Love Letter - 2023: für die Single Switch - 2023: für das Album Free 6lack - Neuseeland - 2021: für die Single Prblms - 2021: für das Lied Pretty Little Fears - Portugal - 2021: für die Single Calling My Phone 2× Platin-Schallplatte - Kanada - 2019: für die Single OTW - 2023: für das Lied Pretty Little Fears - 2023: für die Single Ex Calling 3× Platin-Schallplatte - Australien - 2019: für die Single OTW - Kanada - 2023: für die Single Prblms - Neuseeland - 2023: für die Single OTW 4× Platin-Schallplatte - Kanada - 2022: für die Single Calling My Phone |

Anmerkung: Auszeichnungen in Ländern aus den Charttabellen bzw. Chartboxen sind in ebendiesen zu finden.
| Land/RegionAuszeichnungen für Musikverkäufe (Land/Region, Auszeichnungen, Verkäufe, Quellen) | Silber     | Gold       | Platin       | Verkäufe   | Quellen              |
| -------------------------------------------------------------------------------------------- | ---------- | ---------- | ------------ | ---------- | -------------------- |
| Australien (ARIA)                                                                            | —          | 3× Gold3   | 4× Platin4   | 385.000    | aria.com.au          |
| Brasilien (PMB)                                                                              | —          | 6× Gold6   | —            | 120.000    | pro-musicabr.org.br  |
| Dänemark (IFPI)                                                                              | —          | 4× Gold4   | Platin1      | 200.000    | ifpi.dk              |
| Frankreich (SNEP)                                                                            | —          | Gold1      | —            | 100.000    | snepmusique.com      |
| Italien (FIMI)                                                                               | —          | Gold1      | —            | 50.000     | fimi.it              |
| Kanada (MC)                                                                                  | —          | 4× Gold4   | 17× Platin17 | 1.520.000  | musiccanada.com      |
| Neuseeland (RMNZ)                                                                            | —          | 4× Gold4   | 5× Platin5   | 195.000    | radioscope.co.nz NZ2 |
| Polen (ZPAV)                                                                                 | —          | Gold1      | —            | 25.000     | olis.pl              |
| Portugal (AFP)                                                                               | —          | —          | Platin1      | 10.000     | Einzelnachweise      |
| Schweden (IFPI)                                                                              | —          | 2× Gold2   | —            | 80.000     | sverigetopplistan.se |
| Spanien (Promusicae)                                                                         | —          | Gold1      | —            | 30.000     | elportaldemusica.es  |
| Vereinigte Staaten (RIAA)                                                                    | —          | 13× Gold13 | 20× Platin20 | 26.500.000 | riaa.com             |
| Vereinigtes Königreich (BPI)                                                                 | 4× Silber4 | Gold1      | Platin1      | 1.520.000  | bpi.co.uk            |
| Insgesamt                                                                                    | 4× Silber4 | 41× Gold41 | 49× Platin49 |            |                      |